# Bukovica (Rožaje)
Pour les articles homonymes, voir Bukovica.
Bukovica (en serbe cyrillique : Буковица) est un village du nord-est du Monténégro, dans la municipalité de Rožaje.

## Démographie

### Évolution historique de la population
| 1948 | 1953 | 1961 | 1971 | 1981 | 1991 | 2003 |
| ---- | ---- | ---- | ---- | ---- | ---- | ---- |
| 762  | 846  | 898  | 757  | 778  | 717  | 576  |